# 핀지랩

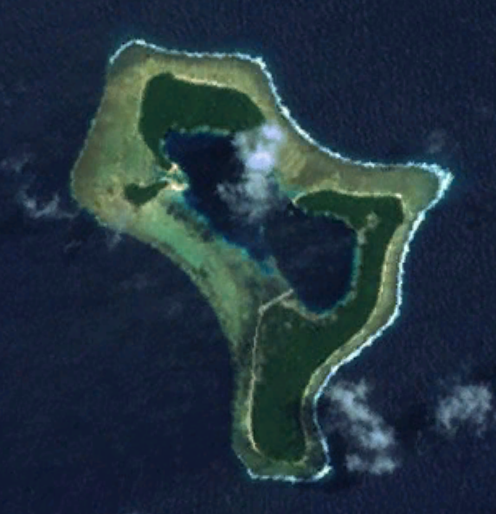

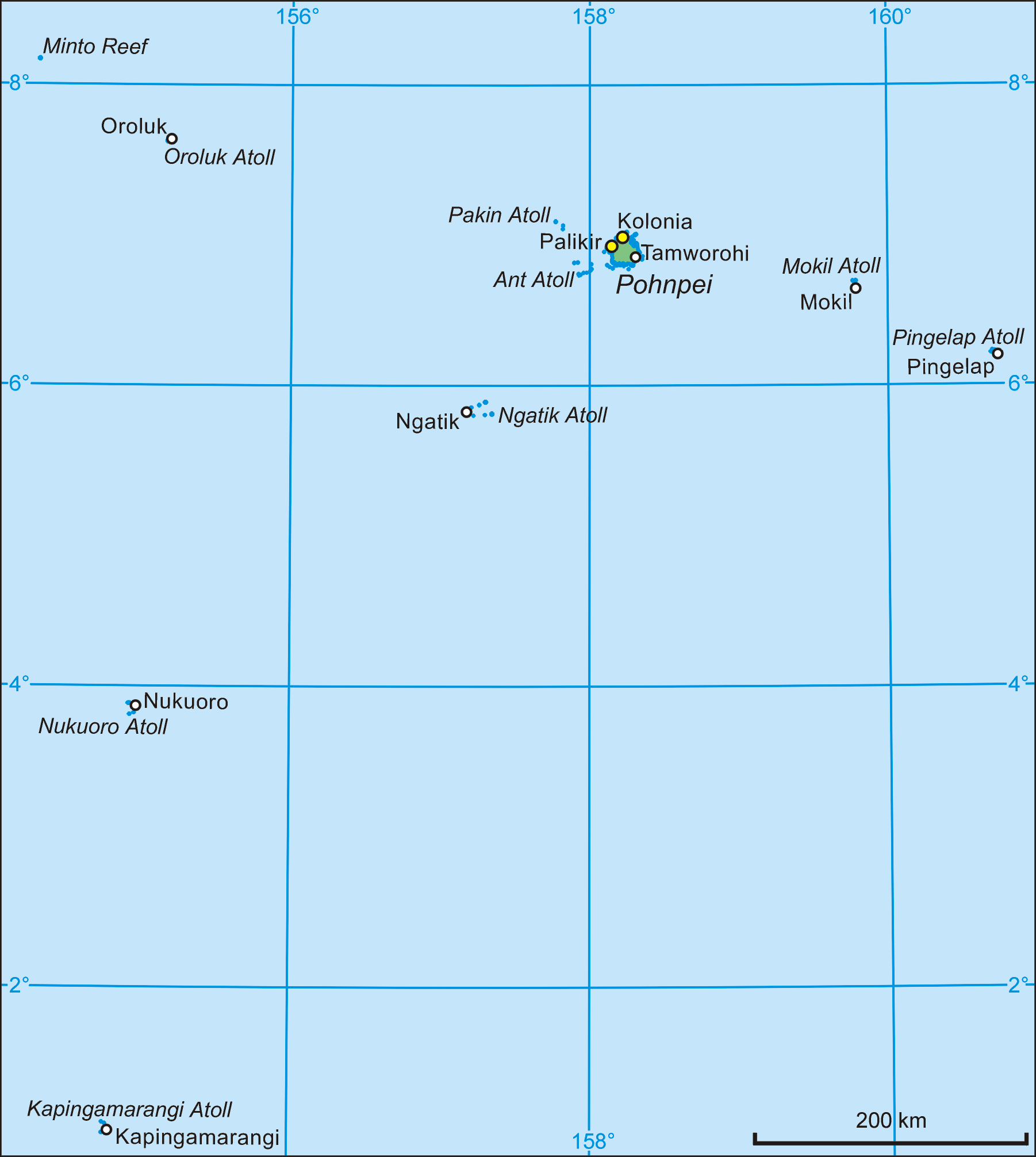
오른쪽 끝에 있는 것이 핀지랩이다.

핀지랩(Pingelap)은 태평양의 미크로네시아 연방의 환초섬으로, 많은 주민이 전색맹을 가지고 있다. 면적은 1.8km다.

## 역사
- 일본이 1900년대 발견하였다.

### 태풍과 전색맹
1775년의 랑키에키태풍 이후에 전색맹을 가진 사람이 생겨났다. 이는 개체군 병목현상으로 설명된다. 전색맹은 열성 유전자이다.

## 현재
핀지랩섬은 유전학자들의 관심을 사고 있다. 전색맹의 유병률은 10%이며 30%가 무증상 보인자이다. 올리버 색스의 색맹의 섬(The Island of the Colorblind)에도 등장하였다.

## 같이 보기
- 핀지랩어